# Cervilissa versicolor
Cervilissa versicolor là một loài bọ cánh cứng trong họ Cerambycidae.